# Polovinsky (huyện)
Huyện Polovinsky (tiếng Nga: Половинский райо́н) là một huyện hành chính tự quản (raion), của Tỉnh Kurgan, Nga. Huyện có diện tích 2736 kilômét vuông, dân số thời điểm ngày 1 tháng 1 năm 2000 là 17500 người. Trung tâm của huyện đóng ở Polovinnoye.